# چی کولترین
چی کولترین (انگلیسی: Chi Coltrane؛ زادهٔ ۱۶ نوامبر ۱۹۴۸) یک خواننده اهل ایالات متحده آمریکا است.